# Bourg-Bruche
Bourg-Bruche je občina v departmaju Bas-Rhin francoske regije Alzacija.
Leta 2009 je v občini živelo 441 oseb oz. 29 oseb/km².